# Distretto di Shiding
Il distretto di Shiding (石碇區S, Shídìng QūP) è un distretto della municipalità di Nuova Taipei, situata a Taiwan.